# Empires (Album)
Empires ist das vierte Studioalbum der australischen Lobpreisband Hillsong United. Es wurde am 26. Mai 2015 veröffentlicht.

## Hintergrund
Die Leadsingle des Albums, Touch the Sky, wurde am 24. März 2015 veröffentlicht. Das Lied wurde unter anderem bei der Today Show aufgeführt, was der erste Auftritt der Gruppe im US-amerikanischen Fernsehen war. Das Album wurde von Joel Houston und Michael Guy Chislett produziert.

## Titelliste
1. Here Now (Madness) – 7:22
2. Say the Word – 4:24
3. Heart Like Heaven – 6:29
4. Touch the Sky – 4:22
5. Street Called Mercy – 4:21
6. When I Lost My Heart to You (Hallelujah) – 4:45
7. Even When It Hurts (Praise Song)  – 6:18
8. Prince of Peace – 5:56
9. Empires – 8:14
10. Rule – 4:12
11. Captain – 5:31
12. Closer Then You Know – 9:30

## Rezeption

### Kritik
Brian Mansfield von USA Today gab dem Album 2,5 von 4 Sternen. Er lobte vor allem die Stimmung, die das Album hervorbringe und merkte an, dass sowohl die Botschaft als auch die Melodien eine wichtige Rolle für Hillsong United einnehmen. Ryan Barbee von Jesus Freak Hideout bewertete das Album mit 4,5 von 5 Sternen, er beschrieb das Album als most likely the album that 2015 has been waiting for.

### Chartplatzierungen

#### Album
Wie der Vorgänger Zion stieg auch Empires auf Platz eins der australischen Charts ein. Mit elf Wochen in den Charts ist es das bisher am längsten platzierte Hillsong-Album. In den Vereinigten Staaten stieg es mit über 50.000 verkauften Einheiten in der ersten Woche auf Platz fünf ein. In den Top Christian Albums erreichte das Album als viertes Studioalbum in Folge Platz eins. Mit Platz 34 war es das bisher bestplatzierte Album der Gruppe in den britischen Charts. In Neuseeland und Norwegen wurden jeweils Platzierungen in den Top Ten erreicht.
| ChartsChartplatzierungen       | Höchstplatzierung | Wochen |
| ------------------------------ | ----------------- | ------ |
| Australien (ARIA)              | 1 (11 Wo.)        | 11     |
| Vereinigtes Königreich (OCC)   | 34 (1 Wo.)        | 1      |
| Vereinigte Staaten (Billboard) | 5 (16 Wo.)        | 16     |

#### Singles
Alle zwölf Titel des Albums erreichten eine Platzierung in den Billboard Hot Christian Songs. Am erfolgreichsten war Touch the Sky, die Single erreichte dort Platz drei und wurde 2017 mit einer Goldenen Schallplatte ausgezeichnet.